# Yatton (Ontario)
Yatton è un'area non incorporata della provincia canadese dell'Ontario, nella contea di Wellington e municipalità di Mapleton.
L'area fu colonizzata dall'uomo intorno al 1820, quando Black Loyalist, immigrati afro-canadesi e afro-americani, arrivarono nei luoghi selvaggi del Queen's Bush. La maggior parte di loro si stabilì fra Peel (attuale contea di Wellington) e Wellesley (ora nella contea di Waterloo). Fino ai tardi anni '40 del XIX secolo, il Queen's Bush rimase un territorio non organizzato. Gli afro-canadesi costruirono tre chiese nel Queen's Bush ed una di queste era a Yatton, nella fattoria del reverendo Samuel H. Brown.